# Ahnenerbe

Godło organizacji zaprojektowane przez Karla Diebitscha

Ahnenerbe – nazistowska organizacja badawcza, założona w 1935 jako Studiengesellschaft für Geistesurgeschichte‚ Deutsches Ahnenerbe e.V. (pol. Towarzystwo Badawcze nad Pradziejami Spuścizny Duchowej, Niemieckie Dziedzictwo Przodków) przez Heinricha Himmlera (Reichsführera-SS), Richarda Waltera Darré (Reichsbauerführera) i holenderskiego pseudonaukowca Hermana Wirtha. W 1937 towarzystwo zmieniło nazwę na Forschungs- und Lehrgemeinschaft das Ahnenerbe e.V. (pol. Stowarzyszenie Badawczo-Dydaktyczne Dziedzictwo Przodków). Z początkiem 1939 organizacja została włączona do SS. Podczas II wojny światowej Ahnenerbe wspierała eksperymenty medyczne przeprowadzane na więźniach obozów koncentracyjnych i prowadziła planowe grabieże dorobku naukowego i kulturowego w państwach okupowanych przez III Rzeszę. Po wojnie uznana przez Międzynarodowy Trybunał Wojskowy w Norymberdze za organizację zbrodniczą.

## Historia
Z początku Ahnenerbe wspierała badania holenderskiego pseudonaukowca Hermana Wirtha, który poszukiwał potwierdzenia swoich teorii o historii ludu niemieckiego. Zamierzeniem Himmlera było przekształcenie instytucji w poważną jednostkę badawczą i Wirth został usunięty z towarzystwa w 1937, a sama organizacja została przekształcona w instytucję badawczo-dydaktyczną z nowym prezesem na czele – Waltherem Wüstem, specjalistą w zakresie indoeuropeistyki. Początkowym celem Ahnenerbe było udowodnienie nazistowskich teorii o wyższości rasy aryjskiej przez badania historyczne, etnograficzne, antropologiczne i archeologiczne. Z czasem Ahnenerbe zaczęła rozbudowywać działy zajmujące się badaniami w zakresie nauk przyrodniczych. Organizacja zajmowała się prowadzeniem badań nad procesami czarownic i mężczyzn oskarżonych o stosowanie magii. Himmler zamierzał przekształcić Ahnenerbe w akademię nauk SS, jednak wybuch wojny uniemożliwił realizację tych planów. 

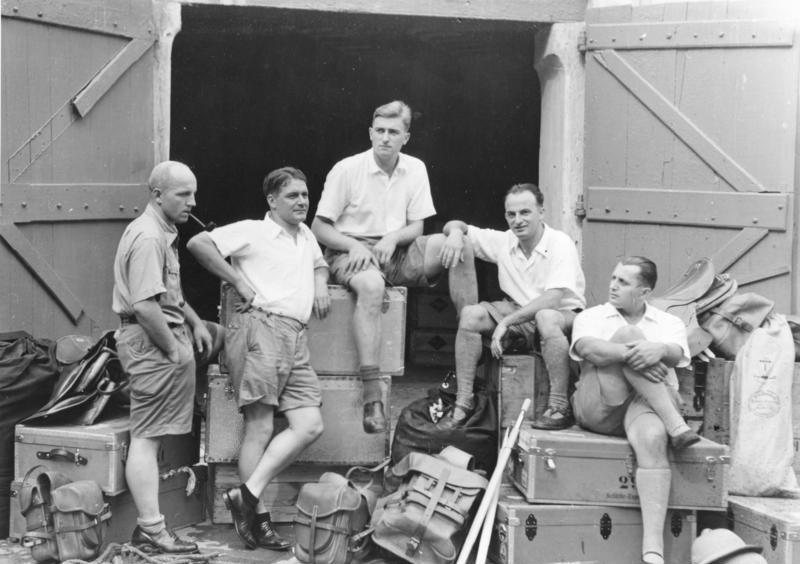
Uczestnicy ekspedycji Schäfera do Tybetu (od lewej): Karl Wienert, Ernst Schäfer, Bruno Beger, Ernst Krause, Edmund Geer (Kalkuta, 1938)

Przed 1939 Ahnenerbe zorganizowała kilka ekspedycji naukowych, m.in. na Bliski Wschód, do Boliwii i Tybetu. W 1938 ekspedycję do Tybetu poprowadził zoolog Ernst Schäfer (członek SS od 1933), a wszyscy jej uczestnicy rekrutowali się z szeregów SS, m.in. antropolog Bruno Beger.
Podczas wojny organizacja prowadziła planowe grabieże kolekcji naukowych i bibliotek, materiałów archiwalnych, artefaktów archeologicznych i różnych innych dzieł sztuki. Początkowo to ona zajmowała się grabieżą dzieł sztuki z Polski. Jej członkowie uważali, że dziedzictwo kulturowe na ziemiach polskich jest tak naprawdę dziedzictwem germańskim, które należało zabezpieczyć. 4 września Ahnenerbe wystosowała list do Himmlera, aby ten wydał zgodę na rozpoczęcie „zabezpieczania” dzieł sztuki. Sześć dni później powstała lista zabytków, które były w obszarze zainteresowania organizacji. Operacją miał się zająć oddział profesora prehistorii Uniwersytetu Berlińskiego SS-Untersturmführera Petera Paulsena – Einsatzkommando Paulsen (pełna nazwa brzmiała Kommando Paulsen für die Sichenstellung von Kulturhistorischen Denkmälern in Polen), przy wsparciu Einsatzgruppen. Celem miało być przejmowanie prywatnych i państwowych dzieł sztuki. Paulsenowi pomagali prof. Ernst Petersen, prof. Heinz Clasen, prof. Eduard Tratz, prof. Heinrich Harmjanz, prof. Hans Schleif, dr Günther Thaeringen, dr Paul Dittel i dr Alfred Herrmann. Organizacja odpowiedzialna jest za grabież eksponatów Muzeum Wojska Polskiego, rękopisów Biblioteki Zamoyskich, eksponatów Muzeum Historii Naturalnej, rękopisów i książek Biblioteki Żydowskiej, zbiorów krakowskiego Muzeum Narodowego, Muzeum Rzemiosła Artystycznego, Muzeum Etnograficznego, Muzeum Prehistorii, zbiorów krakowskiej Akademii Nauk i zbiorów biblioteki Sejmu i Senatu. To oddział Paulsena odnalazł i wywiózł do Niemiec ołtarz Wita Stwosza. Działalność prowadzona przez niego i Ahnenerbe została wstrzymana po 22 listopada 1939 roku, kiedy Hans Frank wydał zarządzenie zabraniające wywozu dzieł sztuki byłego państwa polskiego poza granice Generalnego Gubernatorstwa.
Organizacja przeprowadzała również eksperymenty medyczne na więźniach obozów koncentracyjnych (m.in. w Dachau). Wspierała m.in. działalność anatoma Augusta Hirta, gromadzącego kolekcję czaszek i szkieletów więźniów różnych typów antropologicznych, wieku i płci. W 1943 roku 29 kobiet i 57 mężczyzn, więźniów Auschwitz,  zostało wyselekcjonowanych przez Bruno Begera, przewiezionych do KL Natzweiler-Struthof w Alzacji i w tym celu uśmierconych.
W powojennym procesie lekarzy przed Międzynarodowym Trybunałem Wojskowym w Norymberdze, Ahnenerbe uznano za organizację zbrodniczą, a jej kierownika Wolframa Sieversa skazano na śmierć za zbrodnie przeciwko ludzkości.